# Иља Михајлович Франк
Иља Михајлович Франк (рус. Илья́ Миха́йлович Франк; Санкт Петербург, 23. октобар 1908 — Москва, 22. јун 1990) био је совјетски физичар који је, заједно са Игором Тамом и Павелом Алексејевичем Черенковим, добио Нобелову награду за физику 1958. године „за откриће и објашњење Черенковљевог ефекта”.